# Заречный (Мариинский район)
Заре́чный — посёлок в Мариинском районе Кемеровской области. Входит в состав Большеантибесского сельского поселения.

## География
Центральная часть населённого пункта расположена на высоте 126 м над уровнем моря.

## Население
| 2010 |
| ---- |
| 138  |

### Половой состав
По данным Всероссийской переписи населения 2010 года, в посёлке Заречный проживало 138 человек (65 мужчин, 73 женщины).